# 第26回スーパーボウル
第26回スーパーボウル（だい26かいスーパーボウル、Super Bowl XXVI）は1992年1月26日にミネソタ州ミネアポリスのヒューバート・H・ハンフリー・メトロドームで行われた26回目のスーパーボウル。NFCチャンピオンであるワシントン・レッドスキンズとAFCチャンピオンであるバッファロー・ビルズの対戦。レッドスキンズがビルズを37-24で破って4年ぶり3度目のスーパーボウル制覇を果たした。MVPはレッドスキンズのクォーターバックであるマーク・リッピンが受賞した。
テレビ中継はCBSが担当した。

## 背景
1989年5月24日のオーナー会議でミネアポリスでの開催が決定した。寒冷地でスーパーボウルが開催されるのは、1982年1月24日にデトロイト郊外のポンティアックにあるシルバードームで行われた第16回スーパーボウル以来2度目のことであった。本大会の誘致には、デトロイト、ヒュージャー・ドームのあるインディアナポリス、キング・ドームのあるシアトルも手を上げていた。
メトロドームは、この年NCAAトーナメントのファイナル4の開催が決まっており、同じ年にスーパーボウルとファイナル4を開催することは、初めてであった。また1991年のワールドシリーズで、ミネソタ・ツインズがアトランタ・ブレーブスを破っており、12ヶ月のうちに3つのイベントを開催する初のスタジアムとなった。観衆は63,130人と第1回スーパーボウルに次いで史上2番目に少ない入場者数となったが、これはメトロドームがスーパーボウルを開催したスタジアムでは、最も収容人数が少ないスタジアムであったためである。メトロドームは、スーパーボウルが開催された最も北にあるスタジアムとなっている。

### ワシントン・レッドスキンズ
レッドスキンズは、レギュラーシーズンNFLトップの485得点をあげ、NFLで2番目に少ない224失点であった。QBはマーク・リッピンで、ジョー・ギブスヘッドコーチは、ジョー・サイズマン、ダグ・ウィリアムス、3人目の先発QBで3回目のスーパーボウル出場を果たした。
リッピンは、パス421回中249回成功、NFCトップの3,564ヤードを投げて、28TDパスを成功、インターセプトはわずか11回、QBレイティングはNFL2位の97.9でシーズンを終えた。WRゲイリー・クラークは、ディープスリートで、70回のレシーブで1,340ヤード、10TDをあげた。反対サイドのWRは、12年目のアート・モンクで、この年71回のレシーブで1,049ヤード、8TDをあげた。モンクは、この年スティーブ・ラージェントが持っていた通算レシーブ記録を更新し、801レシーブまで記録を伸ばした。またもう1人のWRリッキー・サンダースは、45回のレシーブで580ヤード、5TDをあげた。
ランでは、アーネスト・バイナーが、NFL5位の1,048ヤードを走るとともに、34回のレシーブで308ヤード、5TDをあげた。また新人RBのリッキー・アービンスは145回のランで680ヤード（平均4.7ヤード）を走るとともに、16回のレシーブで181ヤードを獲得した。ゴールライン付近では、FBのジェラルド・リグズをしばしば起用し、彼は248ヤードを走り、11TDをあげた。ホグスと呼ばれるオフェンスラインからは、ジム・ラシェイ、マーク・シュレーレスがプロボウルに選ばれ、ラス・グリムはプロボウルに4度選ばれた選手であった。この年ホグスは、相手ディフェンスにNFL最少の9サックしか許さなかった。スペシャルチームもチームの調書であり、リターナーのブライアン・ミッチェルは、パントリターンでNFLトップの600ヤード（平均13.3ヤード）をリターンし、2TD、キックオフリターンでも583ヤードをリターンした。
ディフェンスは、トータルディフェンスでNFL最少の4,638ヤードしか与えなかった。オールプロのディフェンシブバックダレル・グリーンは、NFL最速の選手の1人であり、ウィルバー・マーシャルとともに5インターセプトをあげた。マーシャルは、5.5サック、1TDもあげた。セイフティのブラッド・エドワーズも4インターセプトをあげた。フロントでは、ディフェンシブエンドのチャールズ・マンが11サックをあげるなど、50サックをあげた。もう1人のディフェンシブエンドフレッド・ストークスは、6.5サック、2ファンブルリカバー、1インターセプトをあげた。
レッドスキンズは、開幕戦でデトロイト・ライオンズに45-0で勝利すると、ダラス・カウボーイズに21-24で敗れるまで、11連勝を果たし、NFLベストの14勝2敗でシーズンを終えた。もう1敗は、レギュラーシーズン最終週、すでにNFC第1シードが決まった後で、主力を温存したフィラデルフィア・イーグルス戦での敗戦であった。

### バッファロー・ビルズ
ビルズのKガンと呼ばれるノーハドルオフェンスは、再びリーグを席捲し、オフェンスではNFLトップの6,525ヤードを獲得し、レッドスキンズに次ぐNFL2位の458得点をあげた。オフェンスのリーダーは、ジム・ケリーとサーマン・トーマスで2人ともキャリアベストのシーズンを過ごした。ケリーはパス成功率64.1%で3,844ヤードを投げて33TDパスに対して17インターセプト、QBレイティングは97.6であった。トーマスは、1,407ヤードを走るとともに、62回のレシーブで620ヤードを獲得、12TDをあげて、NFL最優秀攻撃選手、シーズンMVPに選ばれた。もう1人のRBケネス・デービスも624ヤードを走るとともに20回のレシーブで118ヤード、5TDをあげた。
WRのアンドレ・リードは、チームトップの81回のレシーブで、1,113ヤード、10TD、ラン12回で136ヤードを獲得した。反対サイドのWRジェームズ・ロフトンは57回のレシーブで1,072ヤード、8TDをあげて、スティーブ・ラージェントの持つ通算レシーブ獲得ヤード記録13,089ヤードにあと55ヤードと迫り、8度目のプロボウルに選ばれた。タイトエンドのキース・マッケラーは44回のレシーブで434ヤードを獲得、WRドン・ビービーは、32回のレシーブで414ヤード、6TDをあげた。オフェンスラインでは、Cケント・ハルと、Gジム・リッチャーがプロボウルに選ばれた。
一方、ディフェンスは問題を抱えており、NFL28チーム中27位の喪失ヤードを許し、失点はNFL19位、ブルース・スミス、ジェフ・ライトの2人がシーズン大半を怪我で欠場したこともあり、31サックしかあげられなかった。そうした中、LBコーネリアス・ベネットは、78タックル、9サック、2ファンブルリカバーをあげ、ダリル・タリーは、90タックル、5インターセプト、2ファンブルリカバーをあげた。ディフェンシブバックのネイト・オドムスは、チームトップの5インターセプトをあげて、120ヤードをリターン、1TDをあげるとともに、66タックルで、1ファンブルリカバーを記録した。
ディフェンスにトラブルを抱えたもののチームはレギュラーシーズンをAFCトップの13勝3敗で終えた。

### プレーオフ
レッドスキンズは、レギュラーシーズンでマーク・リッピンが6TDパスを投げて、56-17と圧勝したアトランタ・ファルコンズと対戦、リッピンはパス28回中14回成功、170ヤード、TDパスなしに終わったが、6回のターンオーバーを奪い、ランで162ヤードを獲得し、24-7で勝利した。この試合でチームは36分以上ボールをコントロールし、リッキー・アービンスが104ヤードを走り、1TDをあげた。NFCチャンピオンシップゲームで開幕戦で45-0でレッドスキンズに敗れたものの、レギュラーシーズンを12勝4敗で終えたデトロイト・ライオンズと対戦した。開始5分も経たずに、2度のターンオーバーで10-0とリードするとジェラルド・リグズの2TDラン、チップ・ローミラーの2FG、リッピンからアート・モンク、ゲイリー・クラークへのTDパス、ダレル・グリーンの32ヤードのインターセプトリターンTDで41-10と圧勝した。ディフェンスは、この年1,548ヤード、16TDを走ったバリー・サンダースをわずか44ヤードに抑え、ウィルバー・マーシャルがエリック・クレイマーを3サックした。
ビルズは、レギュラーシーズン中のマンデーナイトフットボールで、ハーベイ・ウィリアムズとクリスチャン・オコイエにそれぞれ100ヤード以上、合計247ヤードを走られ、6-33と敗れた相手、カンザスシティ・チーフスと対戦、第3Qまでにケリーの3本のTDパスで24-0とリードし、トーマスが100ヤード以上走り、キッカーのスコット・ノーウッドが3本のFGを成功させ、37-14で勝利した。大量リードを許したチーフスは、コーネリアス・ベネット、ダリル・タリーに合わせて13タックルされるなど、ランが不発で3試合連続100ヤード以上走っていたバリー・ワードを50ヤードに抑えた。さらにスティーブ・ディバーグをノックアウトし、控えQBのマーク・ブラシックからは4インターセプトを奪った。
AFCチャンピオンシップゲームでは、ヒューストン・オイラーズを26-24で破ったデンバー・ブロンコスと対戦した。この試合では、ブロンコスのジョン・エルウェイ、ビルズそれぞれのオフェンスがあまり機能せず、ベネットは、エルウェイにプレッシャーをかけるとともに、3度のロスタックルを記録した。またカールトン・ベイリーがエルウェイのスクリーンパスをインターセプトし、11ヤードのリターンTDをあげた。残り2分を切ってから、ブロンコスは控えQBのゲイリー・キュービアックがTDパスを決めたが、ビルズはカービー・ジャクソンがブロンコスRBスティーブ・スウェルからファンブルでボールを奪い、10-7で勝利した。この試合でビルズのディフェンスは、エルウェイをパス21回中11回成功、121ヤード、TDパスなし、1インターセプトに抑えた。

### 試合前のニュースと話題
スーパーボウルまでの1週間、ビルズにはプレッシャーがかかった。ブロンコスとのプレーオフで、ビルズのディフェンスは、エルウェイをパス21回中11回成功、121ヤード、TDパスなし、1インターセプトと、シーズン最高の出来を見せたが、彼らのハイパーオフェンスはFG1つと完璧に封じられた。またその試合ではブロンコスのキッカー、デビッド・トレドウェルが3本のFGを外す幸運もあった。ブロンコスの成功は、レッドスキンズのゲームプランにも影響を与えた。
レッドスキンズのLBマット・ミレンは、オークランド/ロサンゼルス・レイダースで第15回、第18回、サンフランシスコ・フォーティナイナーズで第24回と優勝を経験しており、史上3チーム目での優勝がなるかどうかについても注目された。彼は試合に出場することなく、サイドラインで過ごし、スーパーボウル直後に現役を引退、解説者になった。
CBSは、ビルズの先発ストロングセイフティ、レナード・スミスがひざの負傷により出場できなくなったことを報じた。
ビルズのディフェンスラインコーチ、チャック・ディッカーソンは、テレビのインタビューで、レッドスキンズのオフェンスライン、ホグスに対する挑発のコメントを行った。レッドスキンズのギブスヘッドコーチは、試合前日、ディッカーソンのコメントをチームミーティングで見せて、チームの士気を高めた。（試合終了から3日後、リービービルズヘッドコーチは、ディッカーソンコーチを解任した。）

## 試合経過
| \| 開始 \| 開始 \| 開始 \| ボール保持 \| ドライブ \| ドライブ \| TOP \| 結果 \| 得点内容 \| 得点内容 \| 得点内容 \| 得点 \| 得点 \| \| Q \| 時間 \| 地点 \| ボール保持 \| P \| yd \| TOP \| 結果 \| yd \| 得点者 \| PAT \| レッドスキンズ \| ビルズ \| \| ------------------------------------------------------------------------------------------------------------------------------- \| ------------------------------------------------------------------------------------------------------------------------------- \| ------------------------------------------------------------------------------------------------------------------------------- \| ------------------------------------------------------------------------------------------------------------------------------- \| ------------------------------------------------------------------------------------------------------------------------------- \| ------------------------------------------------------------------------------------------------------------------------------- \| ------------------------------------------------------------------------------------------------------------------------------- \| ------------------------------------------------------------------------------------------------------------------------------- \| ------------------------------------------------------------------------------------------------------------------------------- \| ------------------------------------------------------------------------------------------------------------------------------- \| ------------------------------------------------------------------------------------------------------------------------------- \| -------------- \| ------ \| \| 1 \| 15:00 \| 自陣20 \| レッドスキンズ \| 3 \| 6 \| 1:48 \| パント \| — \| — \| — \| — \| — \| \| 1 \| 13:12 \| 自陣41 \| ビルズ \| 3 \| -5 \| 1:34 \| パント \| — \| — \| — \| — \| — \| \| 1 \| 11:38 \| 自陣11 \| レッドスキンズ \| 12 \| 87 \| 5:52 \| FGスナップミス \| — \| — \| — \| — \| — \| \| 1 \| 5:46 \| 自陣14 \| ビルズ \| 1 \| \| 0:08 \| インターセプト \| — \| — \| — \| — \| — \| \| 1 \| 5:38 \| 敵陣12 \| レッドスキンズ \| 3 \| 1 \| 1:36 \| インターセプト \| — \| — \| — \| — \| — \| \| 1 \| 4:02 \| 自陣11 \| ビルズ \| 8 \| 37 \| 3:20 \| パント \| — \| — \| — \| — \| — \| \| 1-2 \| 0:42 \| 自陣19 \| レッドスキンズ \| 7 \| 64 \| 2:40 \| フィールドゴール成功 \| 34 \| Lohmiller \| — \| 3 \| 0 \| \| 2 \| 13:02 \| 自陣29 \| ビルズ \| 3 \| -1 \| 0:56 \| パント \| — \| — \| — \| — \| — \| \| 2 \| 12:06 \| 自陣49 \| レッドスキンズ \| 5 \| 51 \| 2:12 \| タッチダウン（パス） \| 10 \| Rypien→Byner \| キック成功 \| 10 \| 0 \| \| 2 \| 9:54 \| 自陣14 \| ビルズ \| 2 \| 0 \| 0:19 \| インターセプト \| — \| — \| — \| — \| — \| \| 2 \| 9:35 \| 自陣45 \| レッドスキンズ \| 5 \| 55 \| 2:18 \| タッチダウン（ラン） \| 1 \| Riggs \| キック成功 \| 17 \| 0 \| \| 2 \| 7:17 \| 自陣20 \| ビルズ \| 6 \| 23 \| 2:15 \| パント \| — \| — \| — \| — \| — \| \| 2 \| 5:02 \| 自陣14 \| レッドスキンズ \| 3 \| 8 \| 1:15 \| パント \| — \| — \| — \| — \| — \| \| 2 \| 3:47 \| 自陣40 \| ビルズ \| 7 \| 11 \| 2:01 \| パント \| — \| — \| — \| — \| — \| \| 2 \| 1:46 \| 自陣1 \| レッドスキンズ \| 3 \| 0 \| 0:30 \| パント \| — \| — \| — \| — \| — \| \| 2 \| 1:16 \| 敵陣41 \| ビルズ \| 4 \| -2 \| 1:00 \| パント \| — \| — \| — \| — \| — \| \| 2 \| 0:16 \| 自陣33 \| レッドスキンズ \| 1 \| -1 \| 0:16 \| 前半終了 \| — \| — \| — \| — \| — \| \| 前半終了 \| \| \| \| \| \| \| \| \| \| \| \| \| \| 3 \| 15:00 \| 自陣20 \| ビルズ \| 1 \| \| 0:13 \| インターセプト \| — \| — \| — \| — \| — \| \| 3 \| 14:47 \| 敵陣2 \| レッドスキンズ \| 1 \| 2 \| 0:03 \| タッチダウン（ラン） \| 2 \| Riggs \| キック成功 \| 24 \| 0 \| \| 3 \| 14:44 \| 自陣20 \| ビルズ \| 11 \| 77 \| 2:45 \| フィールドゴール成功 \| 21 \| Norwood \| — \| 24 \| 3 \| \| 3 \| 11:59 \| 自陣20 \| レッドスキンズ \| 5 \| 16 \| 3:42 \| パント \| — \| — \| — \| — \| — \| \| 3 \| 8:17 \| 自陣44 \| ビルズ \| 6 \| 56 \| 2:19 \| タッチダウン（ラン） \| 1 \| T.トーマス \| キック成功 \| 24 \| 10 \| \| 3 \| 5:58 \| 自陣21 \| レッドスキンズ \| 11 \| 79 \| 4:34 \| タッチダウン（パス） \| 30 \| Rypien→G.Clark \| キック成功 \| 31 \| 10 \| \| 3 \| 1:24 \| 自陣20 \| ビルズ \| 3 \| 2 \| 0:33 \| ファンブルロスト \| — \| — \| — \| — \| — \| \| 3-4 \| 0:51 \| 自陣14 \| レッドスキンズ \| 4 \| 7 \| 0:57 \| フィールドゴール成功 \| 25 \| Lohmiller \| — \| 34 \| 10 \| \| 4 \| 14:54 \| 自陣24 \| ビルズ \| 3 \| -9 \| 0:48 \| インターセプト \| — \| — \| — \| — \| — \| \| 4 \| 14:06 \| 敵陣33 \| レッドスキンズ \| 5 \| 11 \| 2:30 \| フィールドゴール成功 \| 39 \| Lohmiller \| — \| 37 \| 10 \| \| 4 \| 11:36 \| 自陣21 \| ビルズ \| 15 \| 79 \| 5:37 \| タッチダウン（パス） \| 2 \| ケリー→Metzelaars \| キック成功 \| 37 \| 17 \| \| 4 \| 5:59 \| 50 \| ビルズ \| 9 \| 50 \| 2:04 \| タッチダウン（パス） \| 4 \| ケリー→Beebe \| キック成功 \| 37 \| 24 \| \| 4 \| 3:55 \| 50 \| レッドスキンズ \| 8 \| 28 \| 3:30 \| 第4ダウン失敗 \| — \| — \| — \| — \| — \| \| 4 \| 0:25 \| 自陣24 \| ビルズ \| 1 \| 11 \| 0:25 \| 試合終了 \| — \| — \| — \| — \| — \| \| P=プレー数、TOP=タイム・オブ・ポゼッション、PAT=ポイント・アフター・タッチダウン。 アメリカンフットボールの用語集 (en) も参照。 \| P=プレー数、TOP=タイム・オブ・ポゼッション、PAT=ポイント・アフター・タッチダウン。 アメリカンフットボールの用語集 (en) も参照。 \| P=プレー数、TOP=タイム・オブ・ポゼッション、PAT=ポイント・アフター・タッチダウン。 アメリカンフットボールの用語集 (en) も参照。 \| P=プレー数、TOP=タイム・オブ・ポゼッション、PAT=ポイント・アフター・タッチダウン。 アメリカンフットボールの用語集 (en) も参照。 \| P=プレー数、TOP=タイム・オブ・ポゼッション、PAT=ポイント・アフター・タッチダウン。 アメリカンフットボールの用語集 (en) も参照。 \| P=プレー数、TOP=タイム・オブ・ポゼッション、PAT=ポイント・アフター・タッチダウン。 アメリカンフットボールの用語集 (en) も参照。 \| P=プレー数、TOP=タイム・オブ・ポゼッション、PAT=ポイント・アフター・タッチダウン。 アメリカンフットボールの用語集 (en) も参照。 \| P=プレー数、TOP=タイム・オブ・ポゼッション、PAT=ポイント・アフター・タッチダウン。 アメリカンフットボールの用語集 (en) も参照。 \| P=プレー数、TOP=タイム・オブ・ポゼッション、PAT=ポイント・アフター・タッチダウン。 アメリカンフットボールの用語集 (en) も参照。 \| P=プレー数、TOP=タイム・オブ・ポゼッション、PAT=ポイント・アフター・タッチダウン。 アメリカンフットボールの用語集 (en) も参照。 \| P=プレー数、TOP=タイム・オブ・ポゼッション、PAT=ポイント・アフター・タッチダウン。 アメリカンフットボールの用語集 (en) も参照。 \| 37 \| 24 \| | | | | | | | | | | |                |        |
| 開始 | 開始 | 開始 | ボール保持 | ドライブ | ドライブ | TOP | 結果 | 得点内容 | 得点内容 | 得点内容 | 得点           | 得点   |
| Q | 時間 | 地点 | ボール保持 | P | yd | TOP | 結果 | yd | 得点者 | PAT | レッドスキンズ | ビルズ |
| 1 | 15:00 | 自陣20 | レッドスキンズ | 3 | 6 | 1:48 | パント | — | — | — | —              | —      |
| 1 | 13:12 | 自陣41 | ビルズ | 3 | -5 | 1:34 | パント | — | — | — | —              | —      |
| 1 | 11:38 | 自陣11 | レッドスキンズ | 12 | 87 | 5:52 | FGスナップミス | — | — | — | —              | —      |
| 1 | 5:46 | 自陣14 | ビルズ | 1 | | 0:08 | インターセプト | — | — | — | —              | —      |
| 1 | 5:38 | 敵陣12 | レッドスキンズ | 3 | 1 | 1:36 | インターセプト | — | — | — | —              | —      |
| 1 | 4:02 | 自陣11 | ビルズ | 8 | 37 | 3:20 | パント | — | — | — | —              | —      |
| 1-2 | 0:42 | 自陣19 | レッドスキンズ | 7 | 64 | 2:40 | フィールドゴール成功 | 34 | Lohmiller | — | 3              | 0      |
| 2 | 13:02 | 自陣29 | ビルズ | 3 | -1 | 0:56 | パント | — | — | — | —              | —      |
| 2 | 12:06 | 自陣49 | レッドスキンズ | 5 | 51 | 2:12 | タッチダウン（パス） | 10 | Rypien→Byner | キック成功 | 10             | 0      |
| 2 | 9:54 | 自陣14 | ビルズ | 2 | 0 | 0:19 | インターセプト | — | — | — | —              | —      |
| 2 | 9:35 | 自陣45 | レッドスキンズ | 5 | 55 | 2:18 | タッチダウン（ラン） | 1 | Riggs | キック成功 | 17             | 0      |
| 2 | 7:17 | 自陣20 | ビルズ | 6 | 23 | 2:15 | パント | — | — | — | —              | —      |
| 2 | 5:02 | 自陣14 | レッドスキンズ | 3 | 8 | 1:15 | パント | — | — | — | —              | —      |
| 2 | 3:47 | 自陣40 | ビルズ | 7 | 11 | 2:01 | パント | — | — | — | —              | —      |
| 2 | 1:46 | 自陣1 | レッドスキンズ | 3 | 0 | 0:30 | パント | — | — | — | —              | —      |
| 2 | 1:16 | 敵陣41 | ビルズ | 4 | -2 | 1:00 | パント | — | — | — | —              | —      |
| 2 | 0:16 | 自陣33 | レッドスキンズ | 1 | -1 | 0:16 | 前半終了 | — | — | — | —              | —      |
| 前半終了 | | | | | | | | | | |                |        |
| 3 | 15:00 | 自陣20 | ビルズ | 1 | | 0:13 | インターセプト | — | — | — | —              | —      |
| 3 | 14:47 | 敵陣2 | レッドスキンズ | 1 | 2 | 0:03 | タッチダウン（ラン） | 2 | Riggs | キック成功 | 24             | 0      |
| 3 | 14:44 | 自陣20 | ビルズ | 11 | 77 | 2:45 | フィールドゴール成功 | 21 | Norwood | — | 24             | 3      |
| 3 | 11:59 | 自陣20 | レッドスキンズ | 5 | 16 | 3:42 | パント | — | — | — | —              | —      |
| 3 | 8:17 | 自陣44 | ビルズ | 6 | 56 | 2:19 | タッチダウン（ラン） | 1 | T.トーマス | キック成功 | 24             | 10     |
| 3 | 5:58 | 自陣21 | レッドスキンズ | 11 | 79 | 4:34 | タッチダウン（パス） | 30 | Rypien→G.Clark | キック成功 | 31             | 10     |
| 3 | 1:24 | 自陣20 | ビルズ | 3 | 2 | 0:33 | ファンブルロスト | — | — | — | —              | —      |
| 3-4 | 0:51 | 自陣14 | レッドスキンズ | 4 | 7 | 0:57 | フィールドゴール成功 | 25 | Lohmiller | — | 34             | 10     |
| 4 | 14:54 | 自陣24 | ビルズ | 3 | -9 | 0:48 | インターセプト | — | — | — | —              | —      |
| 4 | 14:06 | 敵陣33 | レッドスキンズ | 5 | 11 | 2:30 | フィールドゴール成功 | 39 | Lohmiller | — | 37             | 10     |
| 4 | 11:36 | 自陣21 | ビルズ | 15 | 79 | 5:37 | タッチダウン（パス） | 2 | ケリー→Metzelaars | キック成功 | 37             | 17     |
| 4 | 5:59 | 50 | ビルズ | 9 | 50 | 2:04 | タッチダウン（パス） | 4 | ケリー→Beebe | キック成功 | 37             | 24     |
| 4 | 3:55 | 50 | レッドスキンズ | 8 | 28 | 3:30 | 第4ダウン失敗 | — | — | — | —              | —      |
| 4 | 0:25 | 自陣24 | ビルズ | 1 | 11 | 0:25 | 試合終了 | — | — | — | —              | —      |
| P=プレー数、TOP=タイム・オブ・ポゼッション、PAT=ポイント・アフター・タッチダウン。 アメリカンフットボールの用語集 (en) も参照。 | P=プレー数、TOP=タイム・オブ・ポゼッション、PAT=ポイント・アフター・タッチダウン。 アメリカンフットボールの用語集 (en) も参照。 | P=プレー数、TOP=タイム・オブ・ポゼッション、PAT=ポイント・アフター・タッチダウン。 アメリカンフットボールの用語集 (en) も参照。 | P=プレー数、TOP=タイム・オブ・ポゼッション、PAT=ポイント・アフター・タッチダウン。 アメリカンフットボールの用語集 (en) も参照。 | P=プレー数、TOP=タイム・オブ・ポゼッション、PAT=ポイント・アフター・タッチダウン。 アメリカンフットボールの用語集 (en) も参照。 | P=プレー数、TOP=タイム・オブ・ポゼッション、PAT=ポイント・アフター・タッチダウン。 アメリカンフットボールの用語集 (en) も参照。 | P=プレー数、TOP=タイム・オブ・ポゼッション、PAT=ポイント・アフター・タッチダウン。 アメリカンフットボールの用語集 (en) も参照。 | P=プレー数、TOP=タイム・オブ・ポゼッション、PAT=ポイント・アフター・タッチダウン。 アメリカンフットボールの用語集 (en) も参照。 | P=プレー数、TOP=タイム・オブ・ポゼッション、PAT=ポイント・アフター・タッチダウン。 アメリカンフットボールの用語集 (en) も参照。 | P=プレー数、TOP=タイム・オブ・ポゼッション、PAT=ポイント・アフター・タッチダウン。 アメリカンフットボールの用語集 (en) も参照。 | P=プレー数、TOP=タイム・オブ・ポゼッション、PAT=ポイント・アフター・タッチダウン。 アメリカンフットボールの用語集 (en) も参照。 | 37             | 24     |

シーズン得点でNFL1位、2位チームの対戦であったが、第1Qはお互いに無得点に終わった。
ブラッド・ダルイソのキックオフは、レフェリーのジェリー・マークブライトが試合開始のシグナルを出す前に行われたため、蹴り直しとなった。レッドスキンズの最初の攻撃はパントに終わった。ビルズのサーマン・トーマスはヘルメットが見つからずに、最初の2プレーには出場できなかった。
第1Q終盤、レッドスキンズはマーク・リッピンからアート・モンクへのTDパスが決まり、89ヤードのTDドライブを成功させたかに見えたが、インスタントリプレーの結果、モンクがボールをキャッチした際、足がアウト・オブ・バーンズに出ていたと判定し、タッチダウンは取り消された（スーパーボウルでのタッチダウンがインスタントリプレーで取り消しになるのは、初めてであった。）。レッドスキンズはFGを試みたが、ホールダーのジェフ・ラトリッジがスナップをファンブルし、得点できなかった。
ビルズの直後の攻撃で、ジム・ケリーのパスをブラッド・エドワーズがインターセプト、敵陣12ヤード地点まで21ヤードをリターンした。しかし、今度はリッピンのパスをカービー・ジャクソンがインターセプトして、ボールを取り戻した。この年、リッピンがインターセプトされるのは珍しいことであった。
第2Q、レッドスキンズは、リッキー・サンダースへの41ヤードのパス、アーネスト・バイナーの19ヤードのランでボールを進め、チップ・ローミラーが34ヤードのFGを成功させ、3-0と先制した。次のビルズの攻撃は3回でパントとなり、クリス・モーアのパントは23ヤードの失敗パントとなり、レッドスキンズは自陣49ヤード地点からの攻撃権を得た。レッドスキンズは5プレーで51ヤード、アーネスト・バイナーの10ヤードのTDレシーブで10-0とリードを広げた。続くビルズの攻撃では、ダレル・グリーンがケリーのパスを自陣45ヤード地点でインターセプトした。ゲイリー・クラークへの34ヤードのパス、リッキー・アービンスの14ヤードのランの後、FBジェラルド・リグズによる1ヤードのTDランで17-0となった。
ビルズは第2Q終盤にモーアの48ヤードのパントをスティーブ・タスカーが敵陣1ヤード地点でカバー、レッドスキンズは続く攻撃で前進できず、ケリー・グッドバーンの42ヤードのパントをクリフ・ヒックスが2ヤードリターンし、ビルズは敵陣41ヤード地点からの攻撃権を得た。ケリーからキース・マッケラーへの21ヤードのパスが成功し、ビルズは敵陣20ヤード地点まで前進したが、ケリーがウィルバー・マーシャルにサックされ8ヤードをロス、第3ダウンにアンドレ・リードを狙ったパスはブラッド・エドワーズに防がれた。このプレーで、エドワーズはリードがキャッチしようとする前にヒットしていたが、フラッグは投げられず、パスインターフェアランスのコールはされなかった。リードはヘルメットをグラウンドにたたきつけて抗議したが、逆にアンスポーツマンライクコンダクトの反則を取られ、15ヤードのペナルティが課され、ビルズはFGレンジから後退させられ、パントを蹴った。
ビルズは第3回スーパーボウルでのボルチモア・コルツ、第4回スーパーボウル、第8回スーパーボウル、第9回スーパーボウル、第11回スーパーボウルでのミネソタ・バイキングス、第7回スーパーボウルでのワシントン・レッドスキンズ、第12回スーパーボウルでのデンバー・ブロンコス、第16回スーパーボウルでのシンシナティ・ベンガルズに続いて、スーパーボウルで無得点で前半を終えた9チーム目となった。
後半、レッドスキンズは最初のプレーで、アンドレ・コリンズのブリッツであわてたケリーのパスをカート・ゴーベイがインターセプトして敵陣2ヤード地点まで23ヤードをリターンし、次のプレーで、ジェラルド・リグズが2ヤードのTDランをあげ、後半開始16秒で24-0と点差を広げた。
その後、ビルズはドン・ビービーへの43ヤードのパスなどで敵陣3ヤード地点まで77ヤードを前進、タッチダウンこそあげられなかったものの、スコット・ノーウッドが21ヤードのFGを成功し、24-3となった。さらにマーティン・メイヒューのエンドゾーン内でのパスインターフェアランスの反則により、29ヤードを獲得し、敵陣1ヤードまでボールを進めたビルズは、サーマン・トーマスの1ヤードのTDランで24-10と点差を縮めた。
しかし、レッドスキンズは、11プレーで79ヤード、第3Q残り1分24秒に、ゲイリー・クラークへの30ヤードのTDパスで31-10とリードをまた広げた。ビルズはキックオフから3プレー後、ケリーがアルボイド・メイズにサックされ、ボールをファンブル、DEフレッド・ストークスにボールをリカバーされた。レッドスキンズは、敵陣7ヤード地点までボールを進め、第4Q、2つ目のプレーで、ローミラーの25ヤードのFGによって、34-10とリードした。
ビルズはケリーがストークスにサックされ9ヤードをロス、パス失敗の後、エドワーズにこの日2回目となるインターセプトを喫し、35ヤードをリターンされ、自陣33ヤード地点からの攻撃権を与えた。試合時間残り11分36秒にローミラーがこの日3本目となるFGを成功させ、37-10となった。ゲームの勝敗はここでほぼ決し、ビルズは15プレーで79ヤード、最後はピート；メッツェラーズへの2ヤードのTDパスで37-17とし、さらにオンサイドキックをリカバーして得た攻撃権で50ヤードを前進、ビービーへの4ヤードのTDパスで37-24と迫った。だが、2度目のオンサイドキックは失敗し、レッドスキンズがそのまま時間を消費し、試合は終了した。
ビルズでは、ケリーはスーパーボウル記録となる58回のパスを投げて、28回成功、275ヤードを獲得し、2TDをあげたが、5サック>、4インターセプト、1ファンブルロストを喫した。トーマスは10回のランでわずか13ヤード、レシーブでも4回で27ヤードに終わった。ジェームズ・ロフトンは、ビルズトップの7回のレシーブで92ヤードを獲得したが、リードは、5回のレシーブで31ヤードにとどまった。
レッドスキンズでは、リッピンがパス33回中18回成功、292ヤードを獲得、2タッチダウンをあげた。クラークが7回のレシーブで114ヤードを獲得し1TD、モンクも7回のレシーブで113ヤードを獲得した（同一チームから100ヤード以上レシーブした選手が2人出たのは、第13回スーパーボウルのジョン・ストールワースとリン・スワン、第16回スーパーボウルのクリス・コリンズワース、ダン・ロスに続き3組目であった。）。アービンスがチームトップの79ヤードを走り、バイナーは49ヤードを走った他、3回のレシーブで24ヤード、1TDをあげた。
ウィルバー・マーシャルがチームトップの11タックル、1サック、2ファンブルフォース、フレッド・ストークスが6タックル、1サック、1ファンブルフォースをあげた。またブラッド・エドワーズが2インターセプト、ダレル・グリーン、カート・ゴーベイがインターセプトをあげた。
レッドスキンズはトータルで417ヤードを獲得、ビルズの爆発的なオフェンスは、トータルで283ヤード、ランでは43ヤードに抑えられた。
両チームが第3Qにあげた合計24得点、後半にあげた合計44得点は、スーパーボウル記録となった。
この勝利でレッドスキンズは、3人の異なるQBのもとでスーパーボウルに優勝した最初のチームとなった。この記録には後にニューヨーク・ジャイアンツ（第21回スーパーボウルのフィル・シムズ、第25回スーパーボウルのジェフ・ホステトラー、第42回スーパーボウル、第46回スーパーボウルのイーライ・マニング）とグリーンベイ・パッカーズ（第1回スーパーボウル、第2回スーパーボウルのバート・スター、第31回スーパーボウルのブレット・ファーヴ、第45回スーパーボウルのアーロン・ロジャース）が並んでいる。

## スターティングラインアップ
| ワシントン・レッドスキンズ             | ポジション | バッファロー・ビルズ                     |
| -------------------------------------- | ---------- | ---------------------------------------- |
| オフェンス                             |            |                                          |
| ゲイリー・クラーク Gary Clark          | WR         | ジェームズ・ロフトン James Lofton        |
| ジム・ラシェイ Jim Lachey              | LT         | ウィル・ウルフォード Will Wolford        |
| ラリー・マッケンジー Raleigh McKenzie  | LG         | ジム・リッチャー Jim Ritcher             |
| ジェフ・ボスティック Jeff Bostic       | C          | ケント・ハル Kent Hull                   |
| マーク・シュレーレス Mark Schlereth    | RG         | グレン・パーカー Glenn Parker            |
| ジョー・ジャコビー Joe Jacoby          | RT         | ハワード・バラード Howard Ballard        |
| ドン・ウォーレン Don Warren            | TE         | ピート・メッツェラーズ Pete Metzelaars   |
| アート・モンク Art Monk                | WR         | アンドレ・リード Andre Reed              |
| マーク・リッピン Mark Rypien           | QB         | ジム・ケリー Jim Kelly                   |
| アーネスト・バイナー Earnest Byner     | RB         | ケネス・デービス Kenneth Davis           |
| ロン・ミドルトン Ron Middleton         | TE         | キース・マッケラー Keith McKeller        |
| ディフェンス                           |            |                                          |
| チャールズ・マン Charles Mann          | LE         | レオン・シールズ Leon Seals              |
| エリック・ウィリアムズ Eric Williams   | LDT-NT     | ジェフ・ライト Jeff Wright               |
| ティム・ジョンソン Tim Johnson         | RDT-RE     | ブルース・スミス Bruce Smith             |
| フレッド・ストークス Fred Stokes       | RE-LOLB    | コーネリアス・ベネット Cornelius Bennett |
| ウィルバー・マーシャル Wilber Marshall | LOLB-LILB  | シェーン・コンラン Shane Conlan          |
| カート・ゴーベイ Kurt Gouveia          | MLB-RILB   | カールトン・ベイリー Carlton Bailey      |
| アンドレ・コリンズ Andre Collins       | ROLB       | ダリル・タリー Darryl talley             |
| マーティン・メイヒュー Martin Mayhew   | LCB        | カービー・ジャクソン Kirby Jcakson       |
| ダレル・グリーン Darrell Green         | RCB        | ネイト・オドムス Nate Odomes             |
| ダニー・コープランド Danny Copeland    | SS         | ドワイト・ドレイン Dwight Drane          |
| ブラッド・エドワーズ Brad Edwards      | FS         | マーク・ケルソー Mark Kelso              |
| スペシャルチーム                       |            |                                          |
| チップ・ローミラー Chip Lohmiller      | K          | スコット・ノーウッド Scott Norwood       |
| ケリー・グッドバーン Kelly Goodburn    | P          | クリス・モーア Chris Mohr                |
| ヘッドコーチ                           |            |                                          |
| ジョー・ギブス Joe Gibbs               |            | マーブ・リービー Marv Levy               |

## トーナメント表
|  | |                                     |                                     |                        |                        |                                       |                                       |                                       |                       |                       |                       |                            |                            |                            |  |  |  |  |
|  | 12月29日 ソルジャー・フィールド | 12月29日 ソルジャー・フィールド     | 12月29日 ソルジャー・フィールド     |                        |                        | 1月5日 ポンティアック・シルバードーム | 1月5日 ポンティアック・シルバードーム | 1月5日 ポンティアック・シルバードーム |                       |                       |                       |                            |                            |                            |  |  |  |  |
|  | 12月29日 ソルジャー・フィールド | 12月29日 ソルジャー・フィールド     | 12月29日 ソルジャー・フィールド     |                        |                        | 1月5日 ポンティアック・シルバードーム | 1月5日 ポンティアック・シルバードーム | 1月5日 ポンティアック・シルバードーム |                       |                       |                       |                            |                            |                            |  |  |  |  |
|  | 12月29日 ソルジャー・フィールド | 12月29日 ソルジャー・フィールド     | 12月29日 ソルジャー・フィールド     |                        |                        | 1月5日 ポンティアック・シルバードーム | 1月5日 ポンティアック・シルバードーム | 1月5日 ポンティアック・シルバードーム |                       |                       |                       |                            |                            |                            |  |  |  |  |
|  | 12月29日 ソルジャー・フィールド | 12月29日 ソルジャー・フィールド     | 12月29日 ソルジャー・フィールド     |                        |                        | 1月5日 ポンティアック・シルバードーム | 1月5日 ポンティアック・シルバードーム | 1月5日 ポンティアック・シルバードーム |                       |                       |                       |                            |                            |                            |  |  |  |  |
|  | 5 | カウボーイズ                        | 17                                  |                        |                        | 1月5日 ポンティアック・シルバードーム | 1月5日 ポンティアック・シルバードーム | 1月5日 ポンティアック・シルバードーム |                       |                       |                       |                            |                            |                            |  |  |  |  |
|  | 5 | カウボーイズ                        | 17                                  | 5                      | カウボーイズ           | 6                                     |                                       |                                       |                       |                       |                       |                            |                            |                            |  |  |  |  |
|  | 4 | ベアーズ                            | 13                                  | 5                      | カウボーイズ           | 6                                     |                                       |                                       | 1月12日 RFKスタジアム | 1月12日 RFKスタジアム | 1月12日 RFKスタジアム |                            |                            |                            |  |  |  |  |
|  | 4 | ベアーズ                            | 13                                  | 2                      | ライオンズ             | 38                                    |                                       |                                       | 1月12日 RFKスタジアム | 1月12日 RFKスタジアム | 1月12日 RFKスタジアム |                            |                            |                            |  |  |  |  |
|  | |                                     |                                     | 2                      | ライオンズ             | 38                                    |                                       |                                       | 1月12日 RFKスタジアム | 1月12日 RFKスタジアム | 1月12日 RFKスタジアム |                            |                            |                            |  |  |  |  |
|  | NFC |                                     |                                     |                        |                        |                                       |                                       |                                       | 1月12日 RFKスタジアム | 1月12日 RFKスタジアム | 1月12日 RFKスタジアム |                            |                            |                            |  |  |  |  |
|  | 12月28日 ルイジアナ・スーパードーム | 12月28日 ルイジアナ・スーパードーム | 12月28日 ルイジアナ・スーパードーム | 2                      | ライオンズ             | 10                                    |                                       |                                       |                       |                       |                       |                            |                            |                            |  |  |  |  |
|  | 12月28日 ルイジアナ・スーパードーム | 12月28日 ルイジアナ・スーパードーム | 12月28日 ルイジアナ・スーパードーム | 2                      | ライオンズ             | 10                                    | 1月4日 RFKスタジアム                  |                                       |                       |                       |                       |                            |                            |                            |  |  |  |  |
|  | 12月28日 ルイジアナ・スーパードーム | 12月28日 ルイジアナ・スーパードーム | 12月28日 ルイジアナ・スーパードーム |                        | 1                      | レッドスキンズ                        | 41                                    |                                       |                       |                       |                       |                            |                            |                            |  |  |  |  |
|  | 12月28日 ルイジアナ・スーパードーム | 12月28日 ルイジアナ・スーパードーム | 12月28日 ルイジアナ・スーパードーム |                        | 1                      | レッドスキンズ                        | 41                                    |                                       |                       |                       |                       |                            |                            |                            |  |  |  |  |
|  | 6 | ファルコンズ                        | 27                                  | NFC チャンピオンシップ | NFC チャンピオンシップ | NFC チャンピオンシップ                |                                       |                                       |                       |                       |                       |                            |                            |                            |  |  |  |  |
|  | 6 | ファルコンズ                        | 27                                  | NFC チャンピオンシップ | NFC チャンピオンシップ | NFC チャンピオンシップ                | 6                                     | ファルコンズ                          | 7                     |                       |                       |                            |                            |                            |  |  |  |  |
|  | 3 | セインツ                            | 20                                  | NFC チャンピオンシップ | NFC チャンピオンシップ | NFC チャンピオンシップ                | 6                                     | ファルコンズ                          | 7                     |                       |                       | 1月26日 HHHメトロドーム    | 1月26日 HHHメトロドーム    | 1月26日 HHHメトロドーム    |  |  |  |  |
|  | 3 | セインツ                            | 20                                  | NFC チャンピオンシップ | NFC チャンピオンシップ | NFC チャンピオンシップ                | 1                                     | レッドスキンズ                        | 24                    |                       |                       | 1月26日 HHHメトロドーム    | 1月26日 HHHメトロドーム    | 1月26日 HHHメトロドーム    |  |  |  |  |
|  | ワイルドカード・プレーオフ |                                     |                                     |                        |                        |                                       | 1                                     | レッドスキンズ                        | 24                    |                       |                       | 1月26日 HHHメトロドーム    | 1月26日 HHHメトロドーム    | 1月26日 HHHメトロドーム    |  |  |  |  |
|  | ディビジョナル・プレーオフ |                                     |                                     |                        |                        |                                       |                                       |                                       |                       |                       |                       | 1月26日 HHHメトロドーム    | 1月26日 HHHメトロドーム    | 1月26日 HHHメトロドーム    |  |  |  |  |
|  | 12月29日 アストロドーム | 12月29日 アストロドーム             | 12月29日 アストロドーム             | N1                     | レッドスキンズ         | 37                                    |                                       |                                       |                       |                       |                       |                            |                            |                            |  |  |  |  |
|  | 12月29日 アストロドーム | 12月29日 アストロドーム             | 12月29日 アストロドーム             | N1                     | レッドスキンズ         | 37                                    | 1月4日 マイルハイ・スタジアム         |                                       |                       |                       |                       |                            |                            |                            |  |  |  |  |
|  | 12月29日 アストロドーム | 12月29日 アストロドーム             | 12月29日 アストロドーム             |                        | A1                     | ビルズ                                | 24                                    |                                       |                       |                       |                       |                            |                            |                            |  |  |  |  |
|  | 12月29日 アストロドーム | 12月29日 アストロドーム             | 12月29日 アストロドーム             |                        | A1                     | ビルズ                                | 24                                    |                                       |                       |                       |                       |                            |                            |                            |  |  |  |  |
|  | 6 | ジェッツ                            | 10                                  | 第26回スーパーボウル   | 第26回スーパーボウル   | 第26回スーパーボウル                  |                                       |                                       |                       |                       |                       |                            |                            |                            |  |  |  |  |
|  | 6 | ジェッツ                            | 10                                  | 第26回スーパーボウル   | 第26回スーパーボウル   | 第26回スーパーボウル                  | 3                                     | オイラーズ                            | 24                    |                       |                       |                            |                            |                            |  |  |  |  |
|  | 3 | オイラーズ                          | 17                                  | 第26回スーパーボウル   | 第26回スーパーボウル   | 第26回スーパーボウル                  | 3                                     | オイラーズ                            | 24                    |                       |                       | 1月12日 リッチ・スタジアム | 1月12日 リッチ・スタジアム | 1月12日 リッチ・スタジアム |  |  |  |  |
|  | 3 | オイラーズ                          | 17                                  | 第26回スーパーボウル   | 第26回スーパーボウル   | 第26回スーパーボウル                  | 2                                     | ブロンコス                            | 26                    |                       |                       | 1月12日 リッチ・スタジアム | 1月12日 リッチ・スタジアム | 1月12日 リッチ・スタジアム |  |  |  |  |
|  | |                                     |                                     |                        |                        |                                       | 2                                     | ブロンコス                            | 26                    |                       |                       | 1月12日 リッチ・スタジアム | 1月12日 リッチ・スタジアム | 1月12日 リッチ・スタジアム |  |  |  |  |
|  | AFC |                                     |                                     |                        |                        |                                       |                                       |                                       |                       |                       |                       | 1月12日 リッチ・スタジアム | 1月12日 リッチ・スタジアム | 1月12日 リッチ・スタジアム |  |  |  |  |
|  | 12月28日 アローヘッド・スタジアム | 12月28日 アローヘッド・スタジアム   | 12月28日 アローヘッド・スタジアム   | 2                      | ブロンコス             | 7                                     |                                       |                                       |                       |                       |                       |                            |                            |                            |  |  |  |  |
|  | 12月28日 アローヘッド・スタジアム | 12月28日 アローヘッド・スタジアム   | 12月28日 アローヘッド・スタジアム   | 2                      | ブロンコス             | 7                                     | 1月5日 リッチ・スタジアム             |                                       |                       |                       |                       |                            |                            |                            |  |  |  |  |
|  | 12月28日 アローヘッド・スタジアム | 12月28日 アローヘッド・スタジアム   | 12月28日 アローヘッド・スタジアム   |                        | 1                      | ビルズ                                | 10                                    |                                       |                       |                       |                       |                            |                            |                            |  |  |  |  |
|  | 12月28日 アローヘッド・スタジアム | 12月28日 アローヘッド・スタジアム   | 12月28日 アローヘッド・スタジアム   |                        | 1                      | ビルズ                                | 10                                    |                                       |                       |                       |                       |                            |                            |                            |  |  |  |  |
|  | 5 | レイダース                          | 6                                   | AFC チャンピオンシップ | AFC チャンピオンシップ | AFC チャンピオンシップ                |                                       |                                       |                       |                       |                       |                            |                            |                            |  |  |  |  |
|  | 5 | レイダース                          | 6                                   | AFC チャンピオンシップ | AFC チャンピオンシップ | AFC チャンピオンシップ                | 4                                     | チーフス                              | 14                    |                       |                       |                            |                            |                            |  |  |  |  |
|  | 4 | チーフス                            | 10                                  | AFC チャンピオンシップ | AFC チャンピオンシップ | AFC チャンピオンシップ                | 4                                     | チーフス                              | 14                    |                       |                       |                            |                            |                            |  |  |  |  |
|  | 4 | チーフス                            | 10                                  | AFC チャンピオンシップ | AFC チャンピオンシップ | AFC チャンピオンシップ                | 1                                     | ビルズ                                | 37                    |                       |                       |                            |                            |                            |  |  |  |  |
|  | |                                     |                                     |                        |                        |                                       | 1                                     | ビルズ                                | 37                    |                       |                       |                            |                            |                            |  |  |  |  |
|  | - 対戦カード及びスタジアムはシード順で決定される。 そのラウンドに登場する最上位チームが最下位チームとホームで対戦、残った2チームが上位チームのホームで対戦する。 - スーパーボウル開催地は事前にオーナー会議で決定。 - チーム名の左の数字は、1991年レギュラーシーズンの結果に基づいて決定されたシード順。 - * は延長戦決着 - 日付はアメリカ東部時間 |                                     |                                     |                        |                        |                                       |                                       |                                       |                       |                       |                       |                            |                            |                            |  |  |  |  |